# Полетање усред дана
Полетање усред дана је амерички ратни филм из 1949. режисера Хенрија Кинга. 

## Улоге
| Глумац         | Улога                        |
| -------------- | ---------------------------- |
| Грегори Пек    | генерал Савиџ                |
| Хју Марлоу     | потпуковник Бен Гејтли       |
| Гари Мерил     | пуковник Давенпорт           |
| Милард Мичел   | генерал Причард              |
| Дин Џегер      | мајор Стовал                 |
| Роберт Артур   | наредник Макилхенри          |
| Пол Стјуарт    | мајор „Док“ Кајзер           |
| Џон Келог      | мајор Коб                    |
| Роберт Патен   | поручник Бишоп               |
| Ли Макгрегор   | поручник Зимерман            |
| Сем Едвардс    | Бирдвел                      |
| Роџер Андерсон |                              |
| Лоренс Добкин  | капетан Твомбли (непотписан) |